# Банк развития Республики Беларусь
ОАО «Банк разви́тия Респу́блики Белару́сь» (бел. ААТ «Банк развіцця Рэспублікі Беларусь») —  специализированный финансовый институт, образованный в форме юридического лица. Учреждён 21 июня 2011 года Советом Министров и Национальным банком Республики Беларусь. Создание «Банка развития» велось в сотрудничестве с международными финансовыми организациями, в частности, с Международным валютным фондом и Всемирным банком.
Из-за вторжения России на Украину Банк развития находится под санкциями всех стран Евросоюза и некоторых других стран.

## История
21 июня 2011 года подписан Указ Президента Республики Беларусь от 21 июня 2011 года № 261 «О создании открытого акционерного общества «Банк развития Республики Беларусь». Одной из основных задач банка определено предоставление кредитов на реализацию проектов, включённых в государственные программы. 16 августа 2011 года состоялось первое заседание наблюдательного совета банка под председательством премьер-министра Михаила Мясниковича. Первым офисом «Банка развития» было арендное помещение в здании ОАО «АСБ Беларусбанк» по адресу: г. Минск, ул. Сурганова, 66. В декабре 2012 года правление банка приняло решение о создании филиалов в пяти областных центрах Беларуси. В мае 2013 года открыты филиалы в Гродно и Могилёве, в ноябре — в Витебске, в декабре — в Бресте и Гомеле, в 2015 году — в Минске.
29 марта 2012 года банком был выдан первый инвестиционный кредит в рамках договора, заключённого с ОАО «1-я Минская птицефабрика» для реализации инвестпроекта по строительству цеха № 2 на 600 тысяч кур-несушек и цеха сортировки и упаковки яиц. В январе 2013 года «Банк развития» получил право предоставлять экспортные кредиты на сумму свыше одного миллиона долларов США с поддержкой государства, финансировать мероприятия, предусматривающие приобретение товаров для передачи в лизинг, а также стал основным акционером национального лизингового оператора — ОАО «Промагролизинг». 29 апреля банк подписал базовое соглашение с «AKA Ausfuhrkredit», предусматривающее основные условия финансовых поставок европейских товаров в Беларусь. 23 августа «Банк развития» заключил первый договор на выдачу экспортного кредита с компанией «Mongolian-Belarisian Joint Venture Company Limited United Belaz Machinery», являющейся официальным представителем ОАО «БЕЛАЗ-Холдинг» в Монголии. В сентябре того же года компания «Standard & Poor’s» присвоила банку первый международный рейтинг.
В апреле 2014 года подписано срочное кредитное соглашение с Всеобщим кредитным банком (Словакия) о предоставлении «Банку развития кредита на сумму более 7,5 миллиона евро с целью финансирования поставок словацкого оборудования для ОАО «Глубокский молочноконсервный комбинат». 21 августа правлением банка утверждены правила финансирования субъектов малого и среднего предпринимательства. Банк подписал двухсторонние соглашения с ОАО «Банк БелВЭБ», ОАО «Белгазпромбанк» и ОАО «БНБ-Банк» о порядке взаимодействия в рамках финансирования субъектов малого и среднего предпринимательства, предусматривающие предоставление данным банкам финансовых ресурсов для кредитования субъектов МСП.
В период 2014—2015 годов в управление «Банку развития» начали поступать средства семейного капитала. Кроме того, «Банк развития» получил возможность финансировать ОАО «Промагролизинг» для закупки и передачи в лизинг техники и оборудования с поддержкой государства. 22 октября 2015 года на банк возложены функции по управлению активами девяти базовых предприятий деревообрабатывающей промышленности. 27 августа с ОАО «Белгазпромбанк» банком заключена первая сделка по предоставлению целевых кредитных ресурсов.
15 февраля 2017 года «Банк развития» объявил о проведении первого в стране конкурса по отбору для последующего кредитования инвестиционных проектов с оказанием государственной финансовой поддержки. Его целью было определение наиболее экономически эффективных проектов по строительству свиноводческих комплексов в трёх областях страны. 19 декабря 2019 года в число задач банка включены финансирование самостоятельно отбираемых инвестиционных проектов, предоставление кредитов для финансирования мероприятий государственно-частного партнёрства, а также закреплено право выдавать банковские гарантии.
4 апреля 2024 года председателем правления назначен Сергей Столярчук, сменивший на этой должности Александра Егорова, занимавшего данную должность в 2021—2024 годах.

## Инвестиционные проекты
- строительство в Национальном аэропорту «Минск» второй взлётно-посадочной полосы с объектами вспомогательного назначения под расчётный тип самолёта A380 с оборудованием её системой точного захода на посадку третьей категории (сумма кредитных вложений — 178,9 млн долл.);
- расширение парка воздушных судов ОАО «Авиакомпания «Белавиа»: приобретены в собственность три самолёта Boeing 737—800, пять —  Embraer—195 и один Embraer—175 (сумма кредитных вложений — 223,3 млн долл.);
- строительство первого участка третьей линии Минского метрополитена от станции «Ковальская Слобода» до станции «Юбилейная площадь» (сумма кредитных вложений — 200 млн долл.);
- строительство второй минской кольцевой автодороги (сумма кредитных вложений — 397,5 млн долл.);
- реконструкция автомобильной дороги Р-23 Минск—Микашевичи (сумма кредитных вложений — 91,9 млн долл.);
- реконструкция железнодорожного моста под автомобильный через реку Неман с транспортными подходами в Гродно (сумма кредитных вложений — 61 млн долл.);
- реконструкция подстанции 750 кВ «Белорусская» (сумма кредитных вложений — 30,9 млн евро);
- создание агропредприятия СООО «Данпрод» по производству беконной свинины (сумма кредитных вложений — около 25 млн евро);
- строительство западного обхода Бреста (сумма кредитных вложений — 13 млн долл.);
- строительство футбольного стадиона «Борисов-Арена» (сумма кредитных вложений — 8,7 млн долл.)[22].

## Санкции
В 2022 году «в ответ на то, что Беларусь значительно способствовала и поддерживала вторжение России на Украину, а также поддерживала вооруженные силы России» «Банк развития» попал под санкции всех стран Евросоюза и был отключен от SWIFT.
22 ноября 2022 года «Банк развития» попал под санкции Канады, так как банк является представителем сектора экономики, «критически важного для режима Лукашенко и его нынешней политики, угрожающей безопасности Украины и украинцев». По аналогичным основаниям «Банк развития» находится в санкционных списках Японии, Новой Зеландии, Украины и Швейцарии. В январе 2023 года Украина добавила в свой санкционный список дочернюю организацию — ОАО «Промагролизинг».